# Robert Lindsay (athlétisme)
Pour les articles homonymes, voir Robert Lindsay et Lindsay.
Robert Alexander Lindsay (né le 18 avril 1890 à Wandsworth - mort le 21 octobre 1958 à Battersea) est un athlète britannique spécialiste du 400 mètres.
Il remporte la médaille d'or du relais 4 × 400 mètres lors des Jeux olympiques de 1920 aux côtés de Cecil Griffiths, John Ainsworth-Davies et Guy Butler, devançant finalement l'Afrique du Sud et la France. Affilié au club des Blackheath Harriers, Robert Lindsay remporte l'épreuve des 440 yards lors des championnats de l'Amateur Athletic Union de 1921. 

## Palmarès
- Jeux olympiques de 1920 à Anvers :
  -  Médaille d'or du relais 4 × 400 m